# Kolponomos clallamensis
Kolponomos clallamensis, jedna od dviju poznatih vrsta prapovijenih medvjeda koji je živio u vrijeme miocena, čiji su fosilni ostaci pronađeni 1957. kod svjetionika Slip Point Lighthouse, u američkoj državi Washington na zaljevu Clallam, po čemu je vrsta i dobila ime.
Vrstu i rod je opisao Stirton 1960.